# Aikhylu Chasma
L'Aikhylu Chasma è una struttura geologica della superficie di Venere.